# Ace Ruszevszki
Ace Ruszevszki, cirill írással: Аце Русевски (Kumanovo, 1956. november 30. –) olimpiai bronzérmes, Európa-bajnok jugoszláv-macedón ökölvívó.

## Pályafutása
16 éves korában szülővárosában kezdte az ökölvívást. Könnyűsúlyban illetve kisváltósúlyban versenyzett. Az 1976-os montréali olimpián bronz-, az 1977-es hallei Európa-bajnokságon aranyérmes lett könnyűsúlyban. Az 1980-as moszkvai olimpián az ötödik helyen végzett kisváltósúlyban. Háromszoros jugoszláv bajnok, kétszerszeres Balkán-bajnokság győztes. 249 amatőr mérkőzést vívott, és mindössze 12 vereséget szenvedett.

## Sikerei, díjai
- Olimpiai játékok – könnyűsúly
  - bronzérmes: 1976, Montréal
- Európa-bajnokság
  - aranyérmes: 1977, Halle
- Balkán-bajnokság – könnyűsúly
  - aranyérmes (2): 1975, 1976
- Jugoszláv bajnokság
  - bajnok (3): 1976, 1978, 1979